# 杉原儀昭
杉原 儀昭（すぎはら よしあき、1964年 - ）は、日本の有機化学者。埼玉大学大学院理工学研究科准教授。
専門は環状オリゴスルフィドの合成・立体化学および立体的に込み合ったアルケンの付加反応、小員性複素環化合物の構造・反応性に関する研究。

## 略歴
- 1988年　埼玉大学理学部卒業
- 1990年　埼玉大学大学院理学研究科修士課程修了
- 1993年　東北大学大学院薬学研究科博士課程修了。博士（薬学）（東北大学）。
- 1992年　日本学術振興会 特別研究員
- 1994年　蛋白工学研究所 博士研究員
- 1995年　埼玉大学理学部 助手
- 1999年　埼玉大学理学部 助教授
- 2004年　埼玉大学大学院理工学研究科 助教授（組織改編による）
- 2007年　埼玉大学大学院理工学研究科 准教授（教員職階の名称変更による）

## 論文
- A novel method for thiiranation of alkenes with 1,1′-dithiobis(1H-1,2,4- triazole) , Tetrahedron Letters,51:4110-4112 2010 , Yoshiaki Sugihara, Kaoru Onda, Miho Sato, Takahito Suzuki
- SYNTHESIS AND PROPERTIES OF S-AMINOTHIRANIUM SALTS OF anti- AND syn-9,9 '-BIBENZONORBORNENYLIDENES AND 2,2 '-BIADAMANTYLIDENE , Heterocycles,75(10):2415-2420 2008 , Yoshiaki Sugihara;Rie Ohtsu;Juzo Nakayama
- Synthesis of isolable thiirane 1-imides and their stereospecific ring-enlargement to 1,2-thiazetidines , Chemistry Letters,37(6):658-659 2008 , Yoshiaki Sugihara;Yui Aoyama;Haruki Okada;Juzo Nakayama
- Preparation of sterically congested compounds: 6,7-di-t-butyl-1,4-naphthoquinone, 2,3,6,7-tetra-t-butylanthraquinone, and 2,3,6,7-tetra-t-butylanthracene , Bulletin of the Chemical Society of Japan,81(2):304-306 2008 , Kazuki Iguchi;Yoshiaki Sugihara;Juzo Nakayama
- Preparation and properties of nitrogen-substituted thiosulfinyl compounds and related new heterocycles , Tetrahedron Letters,48(46):8116-8119 2007 , Sanae Yoshida;Yoshiaki Sugihara;Juzo Nakayama
- 「小員性複素環化合物の環ひずみの解消を推進力にした硫黄と窒素原子を含む複素環化合物の新規合成法の開発」,総合研究機構研究プロジェクト研究成果報告書(4(平成17年度)) ,2006年
- 「アルケンを出発物質とするチイランの一段階合成法の開発」,総合研究機構研究プロジェクト研究成果報告書(3(平成16年度)), 2005年
- 「9,9'-ビベンゾノルボルネニリデンエピスルフィドのメチルスルホニウム塩：合成と異性化」、ケミストリーレターズ,/980-981, 2001年
- 「9,9'-ビベンゾノルボルネニリデンの単体硫黄による硫化反応：アルケンの立体配置を保持した選択的エピスルフィドの生成」、テトラヘドロンレターズ、41/,8913-8916, 2000年
- 「syn-およびanti-9,9'-ビベンゾノルボルネニリデンへのハロゲン付加反応の先例のない異例の立体化学」、テトラヘドロンレターズ、41/,8907-8911, 2000年
- 「トリチオラン（6b,12b-エピトリチオアセナフト[1,2-a]アセナフチレン）の合成、構造、および環反転」、ヘテロアトムケミストリー、7/,638-643, 1999年

## 専門分野
- ヘテロアトム化学
- 元素化学